# Guernica (obraz)
Guernica – obraz olejny namalowany przez hiszpańskiego artystę Pabla Picassa w 1937 roku, znajdujący się w zbiorach Muzeum Narodowego Centrum Sztuki Królowej Zofii w Madrycie. 

## Opis
Obraz został zamówiony i opłacony w kwocie 200 tysięcy peset przez rząd republikański celem wystawienia go w hiszpańskim pawilonie podczas wystawy światowej w 1937 roku w Paryżu, gdzie artysta namalował dzieło. Jest wyrazem hołdu złożonego baskijskiemu miastu Guernica, które 26 kwietnia 1937 roku zostało zbombardowane przez niemiecki korpus Legion Condor, wchodzący w skład Luftwaffe. Podczas hiszpańskiej wojny domowej (1936–1939) miasto opowiedziało się po stronie lewicowego rządu republikańskiego. Wiadomość o zbombardowaniu miasta szybko rozniosła się po ówczesnej Europie, a wydarzenie stało się symbolem okrucieństwa wojennego. Pablo Picasso – jako pacyfista i sympatyk komunizmu – podczas wojny domowej opowiedział się po stronie Republikanów.
Guernica została namalowana przy użyciu matowych farb zamówionych przez Picassa. Chciał, żeby miały one jak najmniej połysku. Amerykański artysta, John Ferren pomagał Picassowi naszkicować Guernicę. Cały proces tworzenia był uwieczniany przez fotografkę Dorę Maar, która pracowała z Picassem od 1936 roku, fotografując jego studio. Picasso pracował nad obrazem przez 35 dni.
Obraz przedstawia chaos, śmierć i strach ludzi, które sprowadza wojna na spokojne miasteczko. Tragedia Guerniki została podkreślona poprzez użytą kolorystykę – czerń, biel i różne odcienie szarości. Cierpienie wyraził artysta poprzez postacie i rekwizyty: szczątki ludzkie, płaczące kobiety, leżącego wojownika. Symbolicznie obraz ten przedstawia również cierpienie całego narodu baskijskiego walczącego o wolność, o swój kraj i język.
Po zakończeniu wojny domowej w Hiszpanii nastała dyktatura frankistowska. Pablo Picasso wyraził wolę, by obraz znalazł się w Hiszpanii, gdy powróci tam demokracja. Do roku 1981 obraz znajdował się w Nowym Jorku. Pełnowymiarowa tapiseria obrazu znajduje się w siedzibie głównej ONZ, by przypominać o okrucieństwach wojny i przestrzegać przed nią. Dzieło zostało zasłonięte na czas I wojny w Zatoce Perskiej (1990–1991). Inna replika (jako mural) znajduje się w mieście Guernica.  